# Francisco de Paula Campoy y Pérez
Francisco de Paula Campoy y Pérez (Cartagena, Región de Murcia, España 1 de diciembre de 1794 -  Ojos de Agua, Cucuyagua, Honduras 1853) fue un religioso español y que fue consagrado como Obispo de Comayagua en 1844.

## Biografía
Francisco de Paula Campoy y Pérez, nació el 7 de diciembre de 1794, en la localidad de Cartagena, Región de Murcia, en el Reino de España, se educó en las escuelas de su comunidad terminando con la vocación cristiana que lo llevó a convertirse en sacerdote y misionero español en la Nueva España o Nuevas Indias. Falleció en la localidad de Aldea de Ojos de Agua, jurisdicción del Municipio de Cucuyagua, Departamento de Copán en fecha 1853, mientras realizaba uno de sus cotidianos viajes por la provincia de Honduras.
Después de convertirse al sacerdocio el fray Francisco de Paula Campoy y Pérez, fue enviado a las nuevas tierras españolas o Nueva España como emisario apostólico de la Iglesia Católica, en tiempos que en esos territorios existía una efervescencia independentista iniciada en Sudamérica; Entre 1829 y 1842 estuvo en Santa Rosa de Copán fungiendo como cura párroco, seguidamente en 1843 fue elevado a Obispo de Comayagua.

### Obispo de Comayagua
En fecha 12 de enero de 1845 es elevado a Obispo de Honduras. Al Obispo Francisco de Paula Campoy, le fascinaba recorrer el territorio de su jurisdicción pastoral, con el fin de observar el trabajo cristiano de los clérigos u numerarios que existían en la Provincia de Honduras, aparte de incitar a los jóvenes a la educación escolar.
En 1847 fue emitido un decreto autorizándole al presidente en funciones, licenciado Juan Lindo, para que realizara el mejoramiento de la Academia Literaria de Tegucigalpa que era la institución superior educativa de más rango en el país; para ello se nombró rector de dicho centro al Padre José Trinidad Reyes y se contrató un personal docente calificado. La inauguración del nuevo centro educativo reformado se llevó a cabo el 19 de septiembre de ese mismo año en la iglesia del "Cuartel San Francisco"; la ceremonia fue presidida por el presidente Licenciado don Juan Lindo, acompañado del Obispo de Tegucigalpa, fray Francisco de Paula Campoy y Pérez y el Padre José Trinidad Reyes. Este fue el primer peldaño, para la creación de la Universidad Nacional de Honduras. Años después se reconocería al Obispo Campoy y Pérez como uno de los personajes más preocupados por la educación nacional. 
El Obispo Campoy y Pérez emprendería su propia misión de reconocer todo el territorio de Honduras y dejar su huella pastoril.

### El Obispo mediador
En 1829 existía en la pequeña comunidad, situada en el territorio de Olancho, bautizada primeramente por los lugareños como "Achuluapa". A Campoy y Pérez le llegó la noticia que existía una enemistad y división comunal en dicha aldea, ya que en el lado norte estaba ocupado por los ladinos y en el lado sur por los indígenas. Campoy y Pérez decidió intervenir trasladándose a esa localidad para resolver este caso de vecindad y enemistad comunitaria; después de varias platicas, se concluyó de una forma satisfactoria para todos.  El nombre del pueblo -al que llamaban los cristianos como "Zapota"- se cambió a San Francisco de la Paz, en el departamento de Olancho.

## Muerte
Falleció en la localidad de Ojos de Agua, jurisdicción del Municipio de Cucuyagua, Departamento de Copán, Honduras en 1853, mientras realizaba uno de sus cotidianos viajes por la provincia de Honduras.

### Homenaje
En la Catedral de Santa Rosa de Copán con advocación a la virgen de "Santa Rosa de Lima" se mantiene un recuerdo de la misión pastoral que este Obispo realizara, el cual consiste en una cruz de madera fina, tallada y pintada.